# نظرية حساسية التعزيز

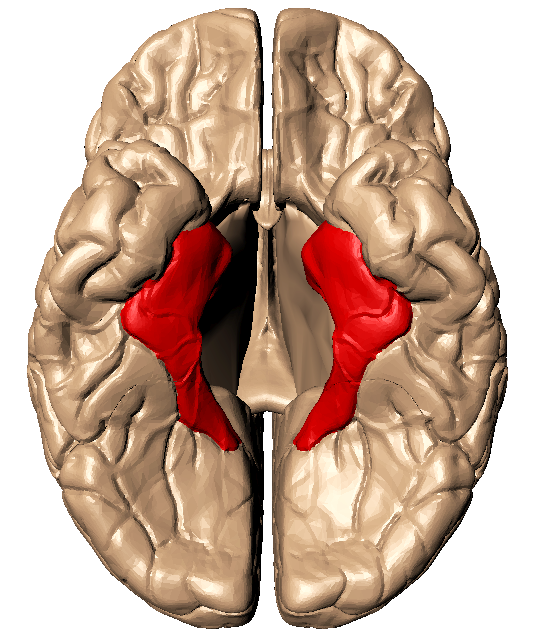

تقترح نظرية حساسية التعزيز (بالإنجليزية: Reinforcement sensitivity theory، واختصارًا: RST) ثلاثة أنظمة سلوكية للمخ، تقوم عليها الفروق الفردية في الحساسية للمكافأة والعقاب والدافعية. وبالرغم من أنها لم تُعرف في الأصل بوصفها نظرية في الشخصية، إلا أن نظرية حساسية التعزيز قد استُخدمت لدراسة وتوقع القلق والاندفاعية والشخصية الانبساطية. تطورت النظرية من نظرية غراي الحيوية النفسية للشخصية، لدمج نتائج مستخلصة من عدد من المجالات في علم النفس وعلم الأعصاب، والتي وصلت ذروتها في مراجعة رئيسية في عام 2000. تميز النظرية المنقحة بين الخوف والقلق، وتقترح نظم فرعية مرتبطة وظيفيًا. ولا تتلاءم قياسات تلك النظرية لتعكس النظرية المنقحة، نتيجة عدم اتفاق الأنظمة الفرعية المرتبطة مع الأنظمة الفرعية المستقلة. وبالرغم من هذا الجدل، فقد قدمت نظرية حساسية التعزيز دراسة اضطرابات القلق في ظروف سريرية، ولا تزال مستخدمة حتى اليوم لدراسة وتوقع الأداء الوظيفي. تمثل النظرية موضوعًا للعديد من مجالات البحث السيكولوجي المعاصر؛ فهي نموذج إرشادي متطور باستمرار. 

## أصول وتطور النظرية
اعتمدت نظرية جراي البايوسيكولوجية للشخصية على دراساته المبكرة مع مورير حول المكافأة والعقاب والدافعية، وعلى دراسة هانز إيسنك لبيولوجيا السمات الشخصية. ربط إيسنك الانبساطية مع تفعيل جهاز التنشيط الشبكي الصاعد (ARAS)، وهي منطقة من المخ تنظم انتقالات النوم واليقظة. اشتُق العاملين الأصليين للشخصية لدى إيسنك، العُصابية والانبساطية، من نفس البرادايم المعجمي الذي استخدمه باحثون آخرون من أمثال جوردون ألبورت ورايموند كاتل، لوصف بنية الشخصية بدقة. تنص فرضية الاستثارة الانبساطية لدى إيسنك، على أنه في ظل ظروف تحفيز منخفضة، سوف يكون الانطوائيون أكثر استثارة عن المنبسطين؛ ومع ذلك في ظل ظروف تحفيز عالية، قد يصبح الانطوائيون مستثارين أكثر من اللازم، وهو الأمر الذي يجد صداه داخل جهاز التنشيط الشبكي الصاعد، وينتج عنه انخفاض في الاستثارة. يميل المنبسطون بدلًا من ذلك إلى إظهار زيادة أكبر في الاستثارة في ظل تحفيز عالي. درس إيسنك أيضًا العلاقة بين العُصابية وبين تنشيط الجهار الطرفي، مستخدمًا نماذج التشريط الانفعالي الكلاسيكي. ركزت نظريته على القلق باعتباره يمثل اضطراب بشكل أكبر عن كونه سمة شخصية. تتوقع نظرية إيسنك الاحتمالية الكبيرة لانتقال الانطوائيين إلى اضطرابات القلق، لأنهم يُظهرون عُصابية مرتفعة واستجابات تشريط انفعالي قوي في ظل استثارة عالية. كانت نظريته موضعًا للنقد بسبب إظهار الانطوائيين في الغالب لنمط معاكس، أي تشريطًا كلاسيكيًا ضعيفًا في ظل استثارة عالية، وكانت بعض البيانات الداعمة محيرة بالنسبة للسمات الشخصية حتى اليوم.

### نظرية جراي البيوسيكولوجية: التنشيط السلوكي والأنظمة التثبيطية
اعتقد جراي على عكس إيسنك، أنه لا يمكن تفسير سمات الشخصية واضطراباتها من خلال التشريط الكلاسيكي وحده. اقترح جراي نظرية الشخصية الحيوية النفسية في عام 1970 استنادًا إلى بحث موسع على الحيوان. وأكدت نظريته على العلاقة بين الشخصية وبين الحساسية تجاه التعزيز (أي المكافأة والعقاب). أكدت نظرية إيسنك على الانبساطية والعُصابية والاستثارة، في حين أكدت نظرية جراي على الاندفاعية والقلق والدافع المتقارب والمتباعد. استند نموذج جراي للشخصية على ثلاثة أنظمة دماغية مفترضة:
نظام التنشيط السلوكي (BAS)
- يشتمل نظام التنشيط السلوكي على مناطق المخ التي تشارك في تنظيم استثارة: القشرة المخية والمهاد والجسم المخطط. يستجيب النظام إلى إشارات المكافأة المشروطة وغير المشروطة. يضبط هذا النظام السلوكيات المتقاربة ويشار إليه باعتباره نظام المكافأة. يميل الأفراد الذين يتمتعون بنشاط أكثر لهذا النظام، إلى أن يكونوا أكثر اندفاعية بشكل عام، وقد يواجهون صعوبة في تثبيط سلوكهم عندما يقتربون من هدف ما.[12][13]

نظام التثبيط السلوكي (BIS)
- يشتمل نظام التثبيط السلوكي على مناطق المخ التي تشارك في تنظيم استثارة: جذع الدماغ وإسقاطات القشرة المخية الجديدة على الفص الجبهي. يستجيب النظام إلى العقاب والتجديد وعدم اليقين والمحفزات غير المجزية. يضبط هذا النظام السلوكيات المتباعدة ويشار إليه عادة باعتباره نظام المعاقبة. قد يكون الأفراد الذين يتمتعون بنشاط أكثر لهذا النظام، عرضة للانفعالات السلبية والتي تشمل الإحباط والقلق والخوف والحزن.[13][11]

نظام المواجهة/ الهروب (FFS)
- يتوسط نظام المواجهة والهروب ردود أفعال الغضب والخوف، والهروب مقابل المواجهة، ويكون حساسًا تجاه المحفزات المنفرة غير المشروطة. ويشار إليه عادة باعتباره نظام تهديد. ارتبطت سمات الشخصية وفقًا لجراي، مع الفروق الفردية في مواطن قوة أنظمة التنشيط السلوكي (الدافع المتقارب) والتثبيط السلوكي (الدافع المتباعد). ومثلما يُعرف لبقية المقال، يشير الارتفاع في أنظمة التنشيط والتثبيط السلوكي إلى نشاط أكبر لهذا النظام. [14]

### القياسات
يرتبط بشكل عام نظام التنشيط السلوكي المرتفع مع الانبساطية المرتفعة والعُصابية المنخفضة واندفاعية السمات، بينما يرتبط نظام التثبيط السلوكي المرتفع مع الانبساطية المنخفضة والعصابية المرتفعة وقلق السمات. بالإضافة إلى توقع أماكن أو مواضع السمات، يكون نظام التنشيط السلوكي المرتفع مرتبطًا بشعور إيجابي عالي في الاستجابة للمكافأة، بينما يكون نظام التثبيط السلوكي مرتبطًا بشعور سلبي عالٍ في الاستجابة للعقاب. دعمت الدراسات في مختبر جراي، تنبؤه بأن المنبسطين، المرتفعين في نظام التنشيط ومنخفضين في نظام التثبيط عن الانطوائيين، يكونون أكثر حساسية تجاه المكافآت، ويواجهون مستويات عالية من الشعور الإيجابي، ويتعلمون أسرع في ظل أجواء المكافأة.
تعتبر القياسات الأكثر استخدامًا على نطاق واسع، لأنظمة التقارب (التنشيط السلوكي) والتباعد (التثبيط السلوكي)، هي مقاييس لتلك الأنظمة، طورها كارفر ووايت في عام 1994. واستُخدمت أيضًا مقاييس توقعات المكافأة والعقاب المعمم (GRAPES) من أجل تشغيل أنظمة التنشيط والتثبيط السلوكي. وقد استُخدمت كل من قياسات التقرير الذاتي (المذكورة أعلاه) والقياسات السلوكية (مثل التغيير الشعوري لاستجابة طرفة العين المفاجئة) من أجل اختبار التوقعات وتوفير الدعم المتنوع لنظرية جراي.
نقد
بُنيت تلك القياسات على افتراض استقلالية أنظمة التنشيط والتثبيط السلوكي عن سمات القلق والاندفاعية المرتبطة. وفي المقابل، وصف جراي أولًا أنظمة التنشيط والتثبيط باعتبارهما أنظمة متعارضة مع الروابط المثبطة ثنائية الاتجاه في النماذج الحيوانية. وهكذا ربما اعتمدت النتائج التجريبية التي زعمت تكذيب النظرية، على تنبؤات خاطئة للأنظمة المستقلة غير المتفاعلة. انتُقدت أيضًا نظرية جراي بسبب وجود صعوبة في تعيين الحدود بين نظام المواجهة والهروب (نظام الاستجابة للتهديد) وبين نظام التثبيط السلوكي (نظام المعاقبة) من الناحية التجريبية، أقرب ما يكون إلى التمييز بين الخوف والقلق. اقترح ماثيوز وجيليلاند وجود أنظمة معرفية منفصلة تكمن في الخوف والقلق، وأكدوا على الحاجة لدراسة تلك الأنظمة خارج نطاق النماذج الحيوانية. أدت تلك الانتقادات إلى مراجعة كبيرة وإعادة تسمية النظرية في عام 2000. أعادت نظرية حساسية التعزيز (RST) تعريف الأنظمة الثلاثة الكامنة في القلق والاندفاعية والدافعية والتعلم التعزيزي.

## نظرية حساسية التعزيز
تُعد نظرية حساسية التعزيز واحدة من النماذج البيولوجية الكبرى للفروق الفردية في الانفعال والدافع والتعلم. تميز النظرية بين الخوف والقلق، وتربط عمليات التعزيزي مع الشخصية.
نظام التنشيط السلوكي (BAS)
- مقترح لتسهيل التفاعلات بالنسبة لكل المحفزات الشهية/ المجزية، وتنظيم السلوك المتقارب.[17]

نظام التثبيط السلوكي (BIS)
- مقترح لتوسح الصراع داخل وبين كل من أنظمة التنشيط السلوكي، والمواجهة والهروب والجمود: نظام المواجهة والهروب والجمود FFFS (المتباعد) ونظام التنشيط السلوكي (المتقارب) BAS (أو أنظمة التنشيط معًا، وأنظمة المواجهة/ الهروب معًا). وتكمن تلك الصراعات في القلق.[17]

نظام المواجهة والهروب والجمود (FFFS)
- مقترح لتوسط ردود الأفعال لكل المحفزات المنفرة/ العقابية (المشروطة وغير المشروطة)، وتنظيم السلوك المتباعد، ويكمن في الخوف.[17]

### قياسات محسنة
امتد نظام المواجهة والهروب والجمود (FFFS) ليشمل كل المحفزات المنفرة/ العقابية، المشروطة وغير المشروطة. وامتد بشكل مشابه نظام التنشيط السلوكي (BAS) ليشمل كل محفزات المكافأة/ الشهية. عُرف نظام التثبيط السلوكي (BIS) باعتباره نظام للصراع، يكون نشطًا عندما ينشط كل من نظام المواجهة والهروب والجمود ونظام التنشيط السلوكي معًا، أو تتنافس مدخلات متعدد داخل الأنظمة، وبالتالي ينتج القلق. إذا كان من المفترض أن تكون الأنظمة مرتبطة وظيفيًا، فإن تأثير الحافز المُعطى يكون معتمدًا على قوة ذلك الحافز، والتفاعلية في النظام النشط، وقوة نظام التنافس. وبالتالي من أجل الحصول على مكافأة، فإن ناتج السلوك من نظام التنشيط يكون معتمدًا على قوة المكافأة، وتفعيل نظام التنشيط، وكبح قوة نظام التثبيط السلوكي. على سبيل المثال إذا فاقت المكافأة التهديد، فإن نظام التثبيط يجب عليه استثارة نظام التنشيط، وتثبيط نظام المواجهة والهروب والجمود، والذي سيؤدي على الأرجح إلى سلوك متقارب.
تميز نظرية حساسية التعزيز الجديد، الأنظمة الفرعية الكامنة في القلق والخوف. ارتبط نظام المواجهة والهروب والجمود بالخوف، وارتبط نظام التثبيط السلوكي بالقلق. ما زال هذا التمييز موضع نقاش، خاصة في الظروف السريرية، إذ تكون نتائج نظام التثبيط حساسة تجاه علاجات تقليل القلق وتقليل الخوف/ الهلع.

## وصلات خارجية
- The BIS/BAS Scale The BIS/BAS scale with scoring instructions